# Le Bocasse
Le Bocasse és un municipi francès situat al departament del Sena Marítim i a la regió de Normandia. L'any 2007 tenia 742 habitants.

## Demografia

### Població
El 2007 la població de fet de Le Bocasse era de 742 persones. Hi havia 256 famílies de les quals 32 eren unipersonals (20 homes vivint sols i 12 dones vivint soles), 72 parelles sense fills, 136 parelles amb fills i 16 famílies monoparentals amb fills.
La població ha evolucionat segons el següent gràfic:
Habitants censats

### Habitatges
El 2007 hi havia 267 habitatges, 255 eren l'habitatge principal de la família, 3 eren segones residències i 9 estaven desocupats. 260 eren cases i 7 eren apartaments. Dels 255 habitatges principals, 227 estaven ocupats pels seus propietaris, 24 estaven llogats i ocupats pels llogaters i 4 estaven cedits a títol gratuït; 5 tenien dues cambres, 22 en tenien tres, 61 en tenien quatre i 167 en tenien cinc o més. 211 habitatges disposaven pel capbaix d'una plaça de pàrquing. A 88 habitatges hi havia un automòbil i a 162 n'hi havia dos o més.

### Piràmide de població
La piràmide de població per edats i sexe el 2009 era:
| Homes | Edats   | Dones |
| ----- | ------- | ----- |
| 0     | 95 o +  | 0     |
| 0     | 90 a 94 | 4     |
| 0     | 85 a 89 | 0     |
| 0     | 80 a 84 | 4     |
| 4     | 75 a 79 | 0     |
| 8     | 70 a 74 | 0     |
| 16    | 65 a 69 | 12    |
| 4     | 60 a 64 | 20    |
| 20    | 55 a 59 | 12    |
| 56    | 50 a 54 | 16    |
| 16    | 45 a 49 | 40    |
| 32    | 40 a 44 | 44    |
| 32    | 35 a 39 | 16    |
| 20    | 30 a 34 | 28    |
| 12    | 25 a 29 | 28    |
| 20    | 20 a 24 | 32    |
| 24    | 15 a 19 | 36    |
| 28    | 10 a 14 | 48    |
| 24    | 5 a 9   | 24    |
| 20    | 0 a 4   | 8     |

## Economia
El 2007 la població en edat de treballar era de 527 persones, 393 eren actives i 134 eren inactives. De les 393 persones actives 370 estaven ocupades (196 homes i 174 dones) i 23 estaven aturades (11 homes i 12 dones). De les 134 persones inactives 45 estaven jubilades, 58 estaven estudiant i 31 estaven classificades com a «altres inactius».

### Ingressos
El 2009 a Le Bocasse hi havia 257 unitats fiscals que integraven 739 persones, la mediana anual d'ingressos fiscals per persona era de 20.906 €.

### Activitats econòmiques
Dels 19 establiments que hi havia el 2007, 1 era d'una empresa alimentària, 3 d'empreses de fabricació d'altres productes industrials, 3 d'empreses de construcció, 2 d'empreses de comerç i reparació d'automòbils, 2 d'empreses de transport, 2 d'empreses d'hostatgeria i restauració, 1 d'una empresa financera, 3 d'empreses immobiliàries i 2 d'empreses classificades com a «altres activitats de serveis».
Dels 4 establiments de servei als particulars que hi havia el 2009, 1 era una fusteria, 1 lampisteria, 1 electricista i 1 restaurant.
L'any 2000 a Le Bocasse hi havia 14 explotacions agrícoles que ocupaven un total de 553 hectàrees.

## Equipaments sanitaris i escolars
El 2009 hi havia una escola elemental.

## Poblacions més properes
El següent diagrama mostra les poblacions més properes.